# Thông điển
Thông điển (chữ Hán: 通典) là một trong những bộ sách lịch sử Trung Quốc hoàn thiện nhất được biên soạn thời nhà Đường của sử gia Đỗ Hựu. Bộ sách được tác giả biên soạn trong 35 năm, bắt đầu từ năm 766 và hoàn thành năm 801.
Trong khoảng 200 quyển của bộ sách, là trải dài từ Hoàng Đế, đến tận cùng là những cách thức biến đổi những năm cuối niên hiệu Thiên Bảo của Đường Huyền Tông. Cuốn sách này được liệt vào một trong 「Thập điển; 十通」 của sử học Trung Quốc, cùng Thông chí thời Tống và Văn hiến thông khảo thời Nguyên được xưng tụng làm Tam điển (三通).

## Tác giả
Đỗ Hựu xuất thân trong gia đình khoa bảng, nhiều đời làm quan. Ông bắt đầu làm quan cho nhà Đường từ năm 753. Trong niên hiệu Đại Lịch (766-779), ông thực hiện công việc vận chuyển đường sông và thu mua lương thực.
Sau đó ông được cất nhắc làm quan trong triều đình trung ương, lần lượt giữ các chức vụ Kiểm hiệu tư đồ, Đồng trung thư môn hạ Bình chương sự, Tể tướng, Tư đồ. Năm 812, ông qua đời, thọ 78 tuổi, được truy tặng làm Thái phó, thụy là An Giản.

## Kết cấu
Thông điển gồm có 200 quyển, chia thành 8 phần:
- Thực hóa điển (食貨典): 12 quyển.
- Tuyển cử điển (選舉典): 6 quyển.
- Chức quan điển (職官典): 22 quyển.
- Lễ điển (禮典): 100 quyển.
- Nhạc điển (樂典): 7 quyển.
- Binh điển (兵典): 15 quyển.
- Hình pháp điển (刑法典): 8 quyển.
- Châu quận điển (州郡典): 14 quyển.
- Biên phòng điển (邊防典): 16 quyển.

Tác phẩm có bố cục chặt chẽ và logic, thể hiện rõ nhãn quan chính trị cũng như con mắt đánh giá nhìn nhận chế độ đương thời của tác giả.

## Nội dung
Thông điển bao quát thời gian từ thời thượng cổ đến Đường Huyền Tông, bao quát diện mạo đời sống xã hội, chính trị thời phong kiến.

### Thực hóa
Nội dung này ghi lại các chế độ ruộng đất, tài chính kinh tế Trung Quốc qua các đời. Tác giả có khảo sát cụ thể về những thay đổi chính sách tài khóa, ruộng đất, hộ tịch hộ khẩu và chính sách quản lý các mặt hàng thiết yếu như muối, sắt... của chính quyền các cấp.
Kể từ khi Tư Mã Thiên viết thiên "Hóa thực liệt truyện" trong Sử ký, nhiều sử gia sau đó đã viết riêng 1 thiên về kinh tế với nội dung đề cập hàng hóa trong các bộ sử, nhưng chưa ai xếp phần hóa thực lên đầu sách. Đỗ Hựu chỉ ra mối quan hệ giữa đất đai, nông dân và sưu thuế; đồng thời ông phản ánh quan hệ giữa ba yếu tố này với chính trị.
Từ thực tiễn quản lý hành chính khi phục vụ nhà Đường, Đỗ Hựu phát hiện ra vai trò quan trọng của lương thực, nhu yếu phẩm đảm bảo đời sống nhân dân có ảnh hưởng lớn lao như thế nào đối với đời sống chính trị. Chỉ khi an ninh lương thực được đảm bảo thì an ninh quốc gia mới thực sự được giữ vững. Vì thế Đỗ Hựu chủ trương khai thác hết đất đai, làm tốt công tác quản lý hộ khẩu, chế độ lao dịch công bằng. Ông cũng chỉ ra rằng dân giàu thì nước mới mạnh, từng gia đình no đủ thì đất nước mới no đủ.

### Tuyển cử
Đỗ Hựu dành 2 quyển nói về chế độ tuyển cử qua các đời, 1 quyển về tuyển cử thời nhà Đường và 3 quyển nghị luận. Ông vạch rõ các tệ nạn trong chế độ thi cử, mong muốn triều đình nên tránh để tuyển chọn được người tài.

### Lễ điển
Chiếm nửa dung lượng sách. Nội dung này từng bị nhiều ý kiến phê phán. Đỗ Hựu có chủ ý riêng khi viết phần này. Mục đích của ông muốn thông qua lễ để chỉnh lý lại phong tục, trật tự và kỷ cương đất nước.

### Quan chức
Nội dung này cung cấp về chế độ quan lại các đời từ trung ương đến địa phương; những biến độ của chế độ quan chế với thông tin khá chi tiết. Ông kêu gọi tiết kiệm, giảm nhẹ những khoản đóng góp của dân.

### Binh hình
Làm rõ binh pháp và kỷ luật nhà binh, chế độ thưởng phạt qua các triều đại. Đây là hệ thống cơ bản các vấn đề quân sự từ thời Đường trở về trước, gồm lý luận quân sự, thực tiễn chiến tranh và kinh nghiệm đúc kết... Có thể coi 15 quyển viết về binh của Đỗ Hựu là bộ binh thư thực sự đầu tiên của Trung Quốc trong đó nghiên cứu cả chiến thuật, vũ khí và cách kết hợp sử dụng trong chiến tranh, nó khác hẳn với những quyển binh thư ra đời trong thời Chiến Quốc như Binh pháp Tôn Tử, sách Ngô Tử, lục thao...những quyển sách gần như thuần túy viết về chiến thuật. Ngoài ra, phần Biên phòng và các quyển nói về võ quan trong quan điểm cũng giúp cho chúng ta thông tin đầy đủ hơn về đặc điểm và hệ thống quân sự nhà Đường và các nước láng giềng thời đó. Bởi vậy, Thông điển được trích dẫn lại nhiều lần trong các sách binh thư khác như Võ kinh tổng yếu, Kỉ hiệu tân thư và cũng được coi như một binh điển của Trung Quốc.

### Châu quận
Lấy "Vũ cống cửu châu" làm đề cương, thuật lại địa lý, địa hình núi, sông, vị trí quân sự, phong tục địa phương. Nội dung này giống như "Địa lý chí" trong các sách sử khác.

### Biên phòng
Đỗ Hựu không chỉ ghi chép về các dân tộc xung quanh Trung Quốc, có đất đai giáp với đất nhà Đường mà ông còn đề cập đến tình hình một số quốc gia vùng Trung Á và Đông Nam Á.

## Giá trị
Trong làng sử học Trung Quốc, Thông điển là tác phẩm đầu tiên nghiên cứu về hệ thống pháp luật của triều đình.
Trước thời Đỗ Hựu, nội dung này được ghi chép như phần thư chí của các công trình sử học với tư cách một bộ phận cấu thành sử học chứ không phải một môn hay một lĩnh vực nghiên cứu độc lập. Trên thực tế, dung lượng nói về phần quy chế pháp luật trong các sách sử trước đây rất hãn hữu. Sự ra đời của Thông điển đánh dấu một thời kỳ mới, đánh dấu sự ra đời của một lĩnh vực nghiên cứu chuyên sâu về quy phạm pháp luật tại Trung Quốc. Một mặt, điều đó làm phong phú thêm nội hàm của sử học, mặt khác nó làm tăng thêm vai trò, tác dụng thúc đẩy phục vụ đời sống xã hội của sử học.
Từ khi Đỗ Hựu đề cập vấn đề này, quy phạm pháp luật có vị thế trong chuyên ngành lịch sử; các tác phẩm sử học Trung Quốc ra đời sau đó đã xuất hiện nhiều công trình chuyên luận về pháp luật.
Bên cạnh đó, ông còn thể hiện quan điểm lịch sử phát triển, dùng hiện thực lịch sử để phản bác quan điểm đảo ngược lịch sử. Đỗ Hựu coi trọng con người và đề cao vai trò của con người trong việc thay đổi cuộc sống, thay đổi xã hội chứ không tin vào thiên mệnh.
Thông điển được đánh giá là một kiệt tác trong kho tàng sách sử Trung Quốc. Sách luôn được người đời trọng thị và lưu truyền rộng rãi. Đỗ Hựu đã sáng tạo ra một thể loại mới trong soạn sách sử Trung Quốc: Thông sử thể điển chế, có ảnh hưởng lớn đến các sử gia hậu thế. Sau đó Trịnh Tiêu viết Thông chí và Mã Đoan Lâm cũng dựa vào Thông điển phát triển thành sách Văn hiến thông khảo thời Nguyên.